# 楠田香穗里
楠田香穗里（日语：／ Kusuda Kaori，1974年5月29日—），旧姓川上，日本女子篮球运动员，曾代表日本参加2004年夏季奥林匹克运动会女子篮球比赛。她也参加了1998年亚洲运动会。